# Hans Poelzig
Hans Poelzig (30 april 1869 - 14 juni 1936) was een Duits architect, kunstschilder en ontwerper van toneeldecors.

## Levensloop
Poelzig werd in 1869 in Berlijn geboren. Zijn moeder was Gravin Clara Henrietta Maria Poelzig (de dochter van Alexander von Hanstein, de Graaf van Pölzig en Beiersdorf). Zij was getrouwd met de Engelsman George Acland Ames, die eraan twijfelde of hij degene was die Hans verwekt had, en zodoende weigerde Hans als zijn eigen zoon te erkennen. Als gevolg hiervan werd Hans opgevoed door een plaatselijke koorleider en zijn vrouw. In 1899 trouwde hij met Maria Voss, met wie hij vier kinderen kreeg.

### Onderwijs
In 1903 werd hij aangesteld als docent en directeur bij de Kunst- und Gewerbeschule Breslau (Academie voor Kunst en Ontwerp van Breslau), gelegen in het hedendaagse Poolse Wroclaw. Van 1920 tot 1935 gaf hij les aan de Technische Universiteit Berlijn.

### Loopbaan
Hij rondde zijn architectonische opleiding af rond de eeuwwisseling en ontwierp daarna vele industriële gebouwen. Hij ontwierp de 51,2 meter hoge Opper-Silezië-toren in Posen (het hedendaagse Poolse Poznań) voor een industriële jaarbeurs in 1911. Later werd dit bouwwerk in gebruik genomen als watertoren. Hij werd aangesteld als de stadsarchitect van Dresden in 1916. Ook was hij een invloedrijk lid van de Deutscher Werkbund.
Poelzig is ook bekend geworden met zijn kenmerkende herontwerp van het interieur van de Berlin Grosses Schauspielhaus voor de ten tijde van de Weimarrepubliek bekende regisseur Max Reinhardt. Ook ontwierp Poelzig groots opgezette architecturale decorstukken voor de in 1920 uitgebrachte film Der Golem, wie er in die Welt kam.
Net als andere Weimar-architecten, zoals Bruno Taut en Ernst May, werden de ontwerpen van Poelzig halverwege de jaren 20 in eerste instantie beïnvloed door het expressionisme en de nieuwe zakelijkheid. Uiteindelijk richtte Poelzig zich op meer conventionele ontwerpen. Poelzig hielp mee met het ontwerpen van het Weißenhofsiedlung in Stuttgart, het allereerste in de Internationale Stijl uitgevoerde architectonische project. Samen met zijn vrouw Marlene (1894–1985) was hij eigenaar van de "Studio Poelzig". In 1929 ontwierp hij het Haus des Rundfunks in de Berlijnse wijk Charlottenburg, een van de voornaamste voorbeelden van vooroorlogse Duitse architectuur.
Het bekendste gebouw dat door Poelzig is ontworpen, is het IG Farbengebouw, dat opgeleverd werd in 1931 en in Frankfurt am Main staat. Het werd in maart 1945 door Amerikaanse geallieerde troepen bezet. Het werd vervolgens door Dwight D. Eisenhower, opperbevelhebber van de geallieerden, in gebruik genomen als hoofdkwartier. Het gebouw bleef Amerikaans eigendom tot 1995. Tegenwoordig staat dit gebouw bekend als het Poelziggebouw van de Goethe-universiteit.
Poelzig werd in 1933 aangesteld als directeur van de Vereinigte Staatsschulen für freie und angewandte Kunst (Verenigde Staatsschool voor Schone en Toegepaste Kunsten), nadat zijn voorganger, Bruno Paul, door het Naziregime ontslagen werd. Poelzig stierf in juni 1936 in Berlijn.

### Award
Op 18 november 2015 heeft het Friedrichstadt-Palast in Berlijn, ter ere van zijn stichters Max Reinhardt, Hans Poelzig en Erik Charell, feestelijk het gedenkteken aan de Friedrichstraße 107 onthuld.

## Werken

### Galerij

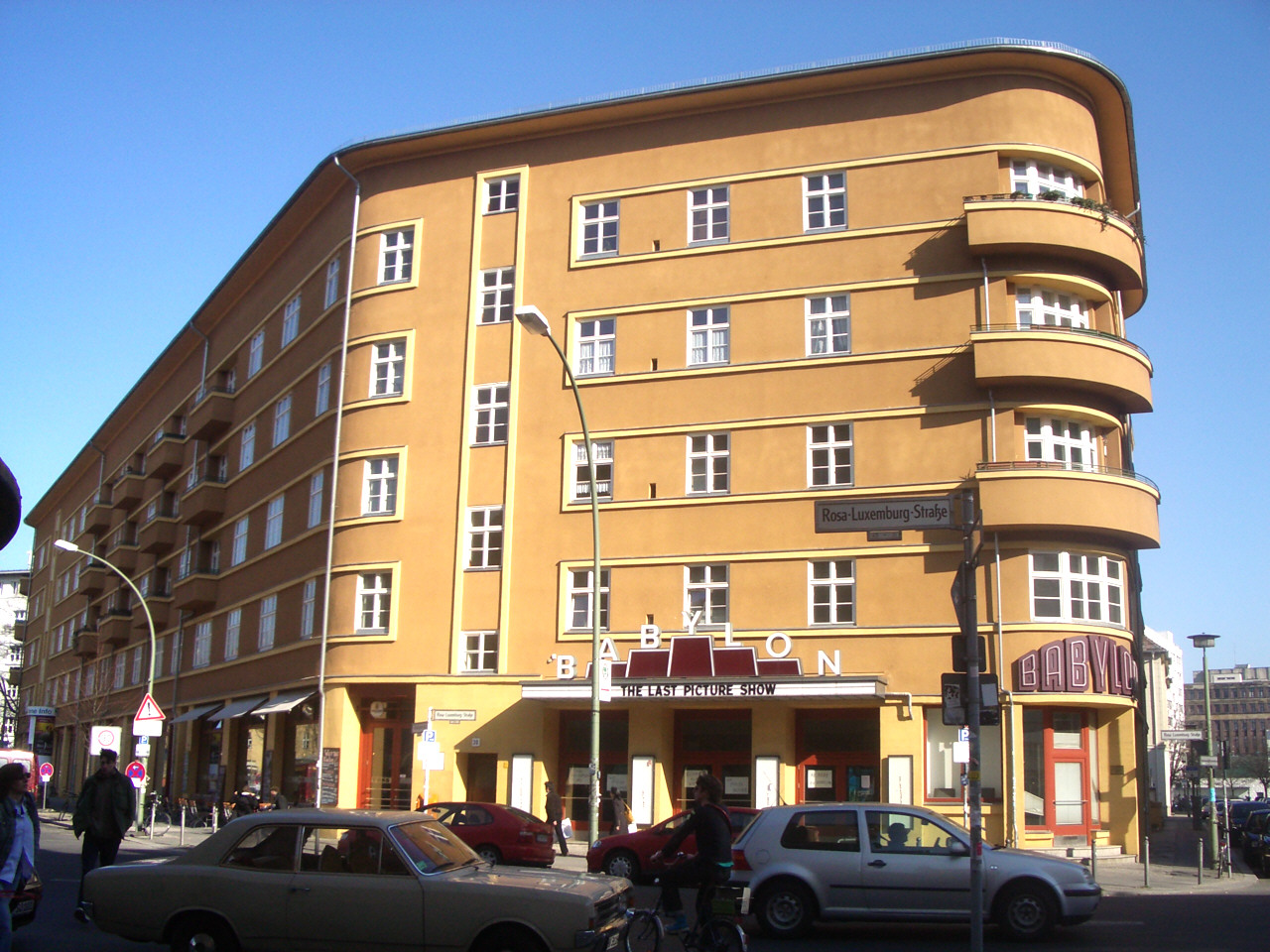
Babylon-bioscoop en appartementencomplex in Berlijn.
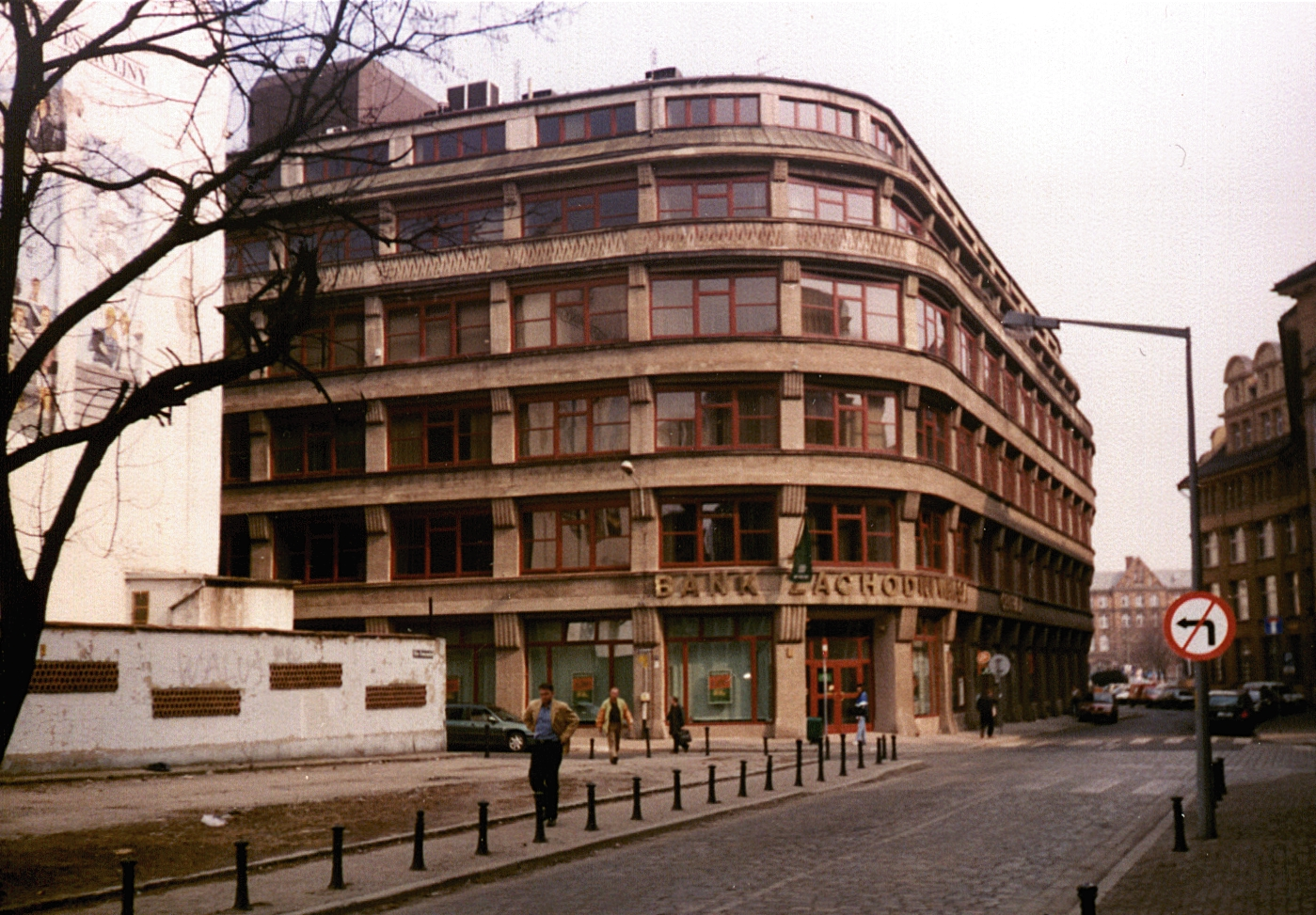
Kantoorgebouw uit 1912, Wrocław
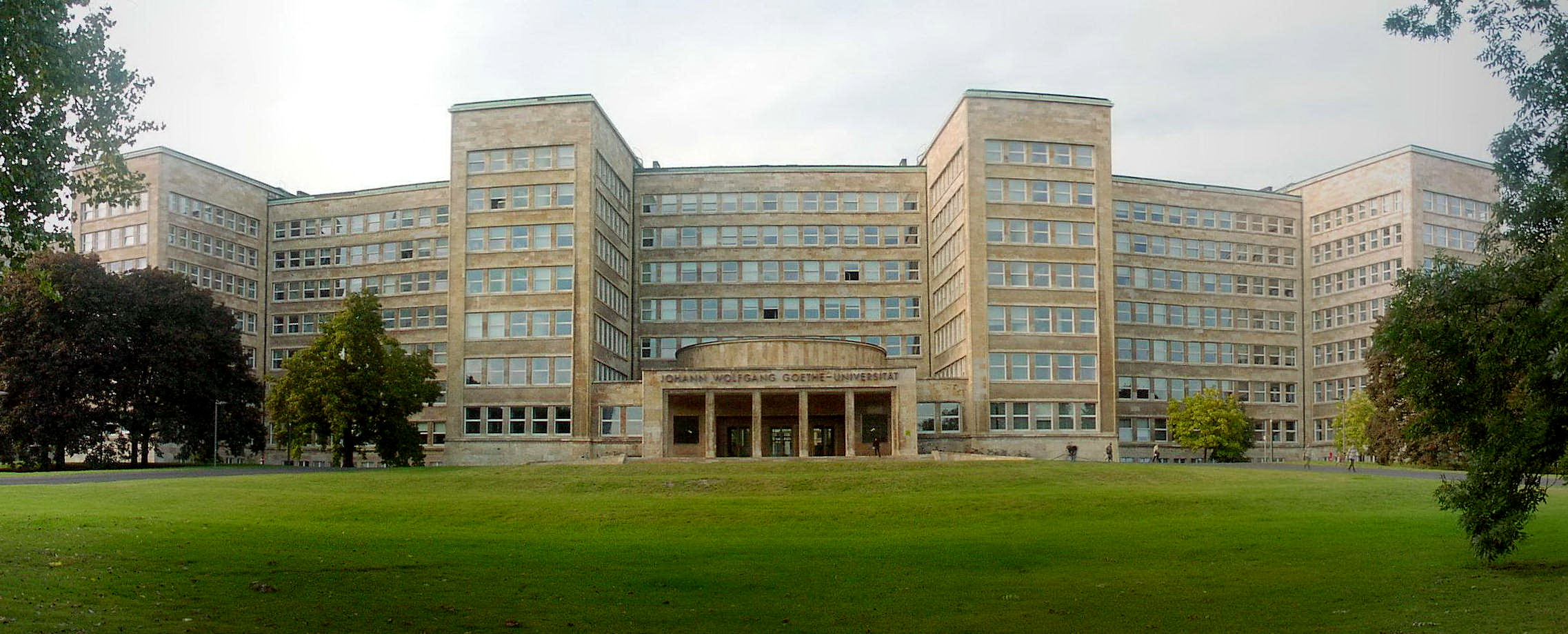
Zuidgevel van het Poelziggebouw van de Goethe-universiteit in Frankfurt am Main.
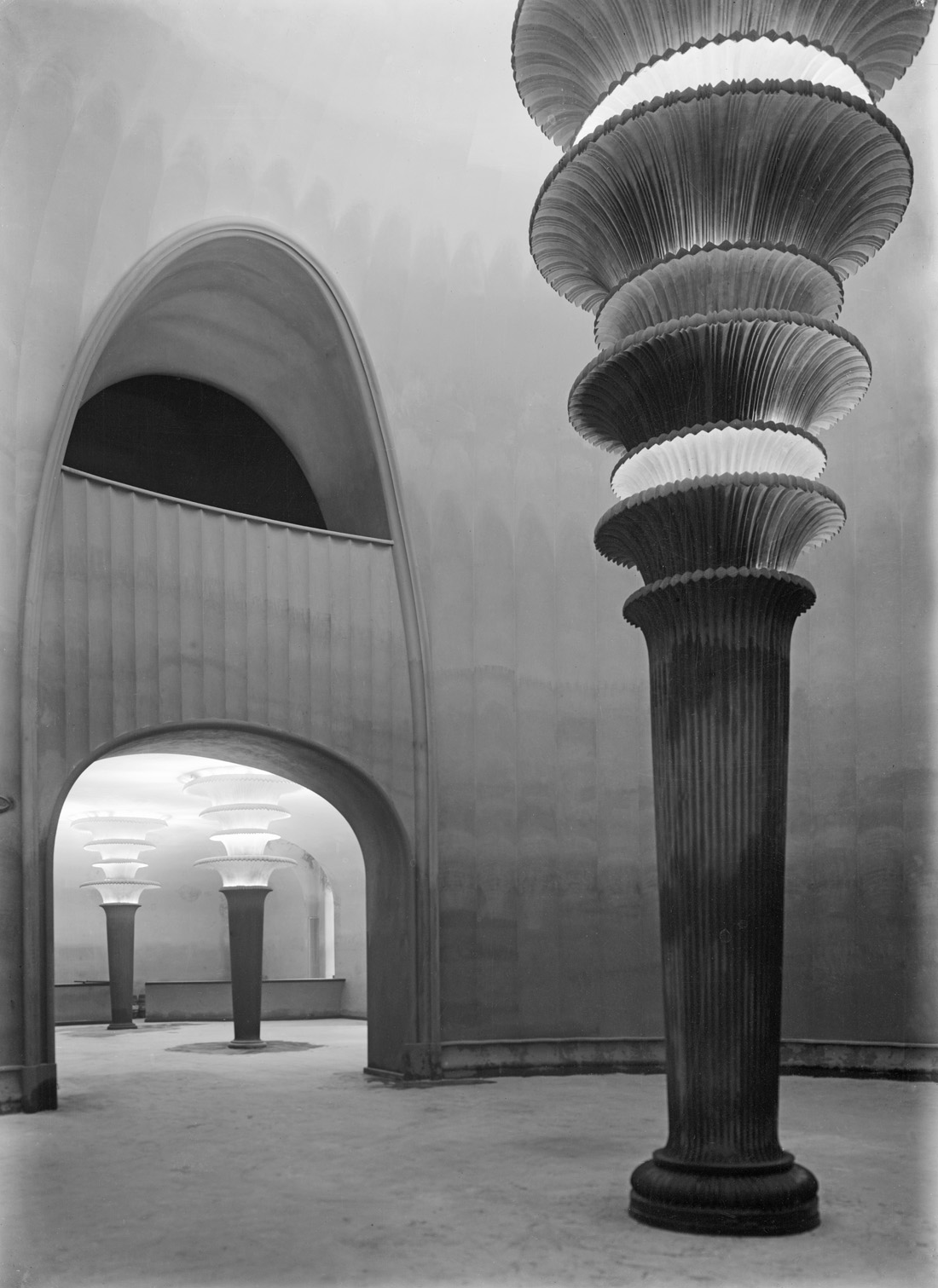
Grosses Schauspielhaus, Foyer, Berlin

- Bibsys: 90338026
- Bibliothèque nationale de France: cb12350362c (data)
- Catàleg d'autoritats de noms i títols de Catalunya: 981058612496506706
- CiNii: DA0785988X
- Gemeinsame Normdatei: 118741217
- International Standard Name Identifier: 0000 0001 0861 278X
- KulturNav: 54dda211-8f59-4ec4-80bf-46e7ba2d7647
- Library of Congress Control Number: n85252660
- Nationale Bibliotheek van Letland: 000216664
- Mathematics Genealogy Project: 214213
- Nationale Bibliotheek van Tsjechië: xx0057557
- Nationale Bibliotheek van Israël: 987007276331105171
- Nationale Bibliotheek van Polen: a0000001246430
- Nationale en Universitaire bibliotheek Zagreb: 000198223
- Nederlandse Thesaurus van Auteursnamen: 070949158
- RKD-Nederlands Instituut voor Kunstgeschiedenis: 231339
- SNAC: w6086c80
- Système universitaire de documentation: 03214301X
- Trove: 1496678
- Union List of Artist Names: 500013060
- Virtual International Authority File: 85540
- WorldCat: E39PBJB4hpcfqMFVVCHymfPWjC